# Cardini
Pour les articles homonymes, voir Pitchford et Cardini (homonymie).
Cardini, de son vrai nom Richard Valentine Pitchford, (24 novembre 1895 - 13 novembre 1973) était un prestidigitateur britannique.

## Biographie
Cardini est né le 24 novembre 1895 dans le village de Mumbles dans le sud du pays de Galles.
Pendant la Première Guerre mondiale il s'engage dans l'armée et dans les tranchées il passe ses moments libres à s'entrainer à la manipulation des cartes, ce qui lui permet entre autres de pouvoir manipuler les cartes avec des gants.
Lorsqu'il est blessé il continue ses tours à l'hôpital devant les malades et le personnel médical.
Après la guerre Cardini travaille comme magicien en Australie puis au Canada et États-Unis
où il rencontre Swan Walker à Chicago qui devient par la suite sa femme et son assistante. À New York Cardini obtient un succès
immédiat parmi le public mais aussi parmi le cercle des magiciens qui restent ébahis devant ses performances où il mélange l’élégance des gestes et la fluidité de ses tours, le tout accompagné de musique.
Cardini se produit au Palace, Music Hall, Palladium de Londres, Copacabana et autres "night clubs" ou revues des plus connus; il présentera même son spectacle devant le roi d'Angleterre en 1938.
Il devient président de la guilde des magiciens en 1945 à la mort de Theodore Hardeen.
En 1957 il apparaitra à 62 ans sur un des rares spectacles de magie télévisé de l'époque, ce qui reste aujourd'hui l'unique témoignage de Cardini en pleine représentation.
Cardini meurt le 13 novembre 1973 à Gardinier New York.